# Konfeta

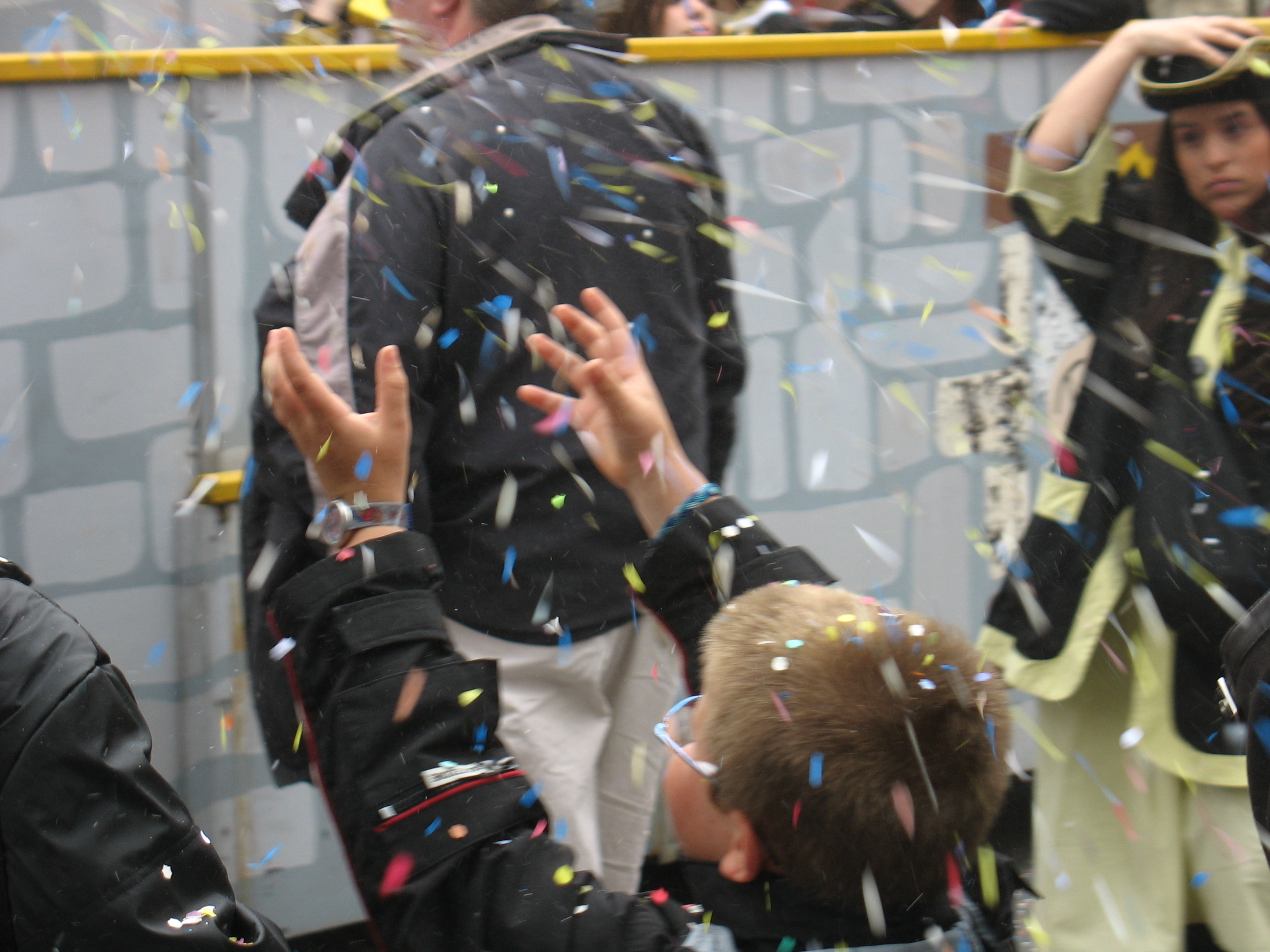
Chlapec chytá konfety (Namur,. Belgie)

Konfeta je kousek barevného papíru různých tvarů, jaký účastníci zejména rodinných oslav házejí po sobě. Název je z ital. confetti, drobné cukrovinky. V 21. století se konfety vyrábějí i z plastických hmot, často pokovených a lesklých. Užívají se i při veřejných a sportovních oslavách, na plesech a karnevalech.